# Julien Luchaire
Julien Luchaire (Bordeaux, 15 agosto 1876 – Parigi, 2 maggio 1962) è stato un letterato e insegnante francese, specialista di letteratura e cultura italiana, ideò e fondò l’Istituto francese di Firenze.

## Famiglia
Figlio e nipote di accademici, il medievista Achille Luchaire e lo storico Jules Zeller, si sposò tre volte:
- in prime nozze con Fernande Dauriac (1877-1954). Figlia del filosofo e storico Lionel Dauriac, fu economista, ed editrice presso le edizioni Stock. Ebbero due figli: Jean Luchaire (la cui figlia Corinne fu un'attrice popolare verso la fine degli anni '30) e Marguerite (nata il 25 dicembre 1904) che sposò nel 1933 lo psicanalista Théodore Fraenkel cofondatore del dadaismo a Parigi. Nel 1916 Fernande Dauriac, oramai divorziata, si sposò con Gaetano Salvemini;

- la sua seconda moglie fu Maria Padovani, una siciliana che morì presto. Nel 1915 nacque loro figlio, André;

- la sua terza moglie fu una intellettuale tedesca, sposata nel 1929, Antonina Silberstein detta «Tosia» (1893-1957), originaria di una famiglia ebrea polacca di Leopoli. Pittrice, traduttrice, scrittrice e critica d'arte, è conosciuta con lo pseudonimo Antonina Vallentin, dal cognome del suo primo marito. Giornalista a Berlino, era legata da relazioni amicali con molti intellettuali tedeschi dell'epoca, come Thomas Mann, Stefan Zweig, Lion Feuchtwanger, o di altre nazionalità come H. G. Wells o Malraux. Nel 1940 pubblicò un testo sulle atrocità tedesche in Polonia (Les atrocités allemandes en Pologne). Scrisse anche molte opere e biografie di Heine, Einstein, Léonard de Vinci, Mirabeau, Goya.

## Carriera
Studiò con ottimi risultati al liceo Henri-IV, dal 1885 al 1894, poi alla Normale Sup. Ottenne l'abilitazione all'insegnamento scolastico nel 1897. Tra il 1898 e il 1899 fu mentor della École française de Rome poi maitre de conférences alla faculté des lettres de Lyon (1900-1905), ottenne il titolo di dottore in lettere alla université de Paris nel 1906. Quindi fu nominato professore di lingua e letteratura italiana alla université de Grenoble.
Nel 1907, col sostegno dell'Università di Grenoble, ideò e fondò l’Institut français de Florence, l'Istituto francese di Firenze, ovvero il primo istituto culturale francese del mondo, che diresse fino al 1920. Nel maggio 1916, con Guglielmo Ferrero, avviò le pubblicazioni della Revue des nations latines. Nel 1919-1920 fu direttore dei Services de l’enseignement al Ministero delle Colonie, poi capo di Gabinetto di André Honnorat, ministro della Pubblica Istruzione (1920-1921). In quegli anni fu nominato professore onorario alla Université de Grenoble.
Già Inspecteur général de l’instruction publique, col compito di guidare ispezioni sul lavoro dei professori francesi all'estero, nel 1921 fu nominato "esperto" per conto della Commission internationale de coopération intellectuelle presso la Società delle Nazioni. In questo ruolo, strinse stretti legami col suo presidente, Henri Bergson. Nel 1925 assunse la direzione dell’Institut international de coopération intellectuelle, un organismo dal quale sarebbe poi derivata l'UNESCO. Si dimise nel 1930.
Tra il 1932 e il 1937 insegnò alla École pratique des hautes études. Partecipò, senza successo a una competizione elettorale candidandosi col parti radical. Negli anni trenta scrisse testi teatrali, come Boccace conte 19 (1934) o Altitude 3200 (1937), alle cui rappresentazioni partecipò come attrice sua nipote Corinne Luchaire, figlia di Jean. Nel 1941 andò in pensione.
Nel 1943 pubblicò il primo tomo della sua autobiografia Confession d’un Français moyen (1876-1914). Il secondo tomo venne pubblicato dopo la morte. Senza aderire alle posizioni politiche del figlio Jean, che durante l'occupazione tedesca operò per una collaborazione totale col regime nazista, Julien mantenne comunque rapporti col figlio e con membri del governo di Vichy. Al momento della Liberazione fece parte del Comité national des écrivains. Nel 1946 il figlio Jean venne fucilato e la nipote, Corinne, fu condannata per collaborazionismo.

## Opere

### Saggi
- Le Mouvement pour la rénovation de la culture nationale, Presses Universitaires de France 1900
- La crise de la science pure, 1900.
- La Protection et la diffusion du goût artistique
- Documenti per la storia dei rivolgimenti politici del comune di Siena dal 1354 al 1369, 1906
- Le Désarmement moral, Paris, Valois, 1932

### Letteratura
- L’Église et le seizième siècle d'Alexandre Borgia à Sixte-Quint, 1904
- Histoire des révolutions politiques de la commune de Sienne de 1365 à 1378, Lione 1906
- Essai sur l'évolution intellectuelle de l'Italie de 1815 à 1830-1906
- Les Démocraties italiennes, Flammarion, Bibliothèque de philosophie scientifique, 1915, opera premiata dalla Académie française
- Les Sociétés italiennes du XII au XV siècle
- Boccace, Flammarion 1951
- Châteaugay, romanzo 1943
- La Ceinture rose, N.E.L, 1945.
- Confession d'un Français moyen (1876-1950), Firenze, Olschki, 1965

### Teatro
- 1934: Boccace conte 19
- 1937: Altitude 3200, théâtre de l'Étoile La Petite Illustration.
- 1939: Le Tocsin
- 1941: François d’Assisse
- 1941 Bérénice : une femme et un roi
- 1943: Saint Louis, roi de France
- 1952: Le Cheval arabe

### Opera
- 1938 : libretto di Ginevra, tratto dalle novelle di Boccaccio, opera comica in 3 atti di Marcel Delannoy

## Adattamenti cinematografici
- 1938 : il suo testo teatrale Altitude 3200 viene portato sul grande schermo dalla Transcontinental Films con la regia di: Marie Epstein e Jean Benoit-Levy- Attori: Bernard Blier, Blanchette Brunoy, Jean-Louis Barrault, Fabien Loris

## Fonti
- Laurent Broche, Julien Luchaire, itinéraire d’un Français faussement « moyen » pendant la tourmente, Actes du colloque: Déplacements, dérangements, bouleversement: Artistes et intellectuels déplacés en zone sud (1940-1944), Bibliothèque de l'Alcazar, Marsiglia, 3-4 giugno 2005 (en ligne).